# تونینو آکولا
تونینو آکولا (ایتالیایی: Tonino Accolla؛ ‏ ۶ آوریل ۱۹۴۹ – ۱۴ ژوئیهٔ ۲۰۱۳) بازیگر، صداپیشه و مدیر دوبلاژ اهل ایتالیا بود.
وی تا زمان مرگش در سال ۲۰۱۳ میلادی، دوبلور رسمی ایتالیایی شخصیت هومر سیمپسون در مجموعهٔ سیمپسون‌ها بود و به‌جای ادی مورفی در تمام اجراهای زنده‌اش حرف می‌زد.